# رياض البراهيم
رياض حسن البراهيم (بالإنجليزية: Riyadh Hassan Al-Ibrahim)؛ مواليد 15 ديسمبر 1993 في الأحساء، السعودية، هو لاعب كرة قدم سعودي يلعب لنادي النجمة.

## مسيرة اللاعب
كانت بداياته مع نادي هجر و اعاره هجر في صيف 2015 إلى الاتحاد و أعاره مرة أخرى في عام 2017 إلى نادي الباطن وانتقل إلى نادي الرائد مطلع عام 2018 و في نوفمبر 2018 وقع مع نادي العين و وقع مع نادي جدة في صيف 2019 و وقع مع نادي النجوم مطلع عام 2020 و وقع مع نادي الخليج في صيف 2020 ووقع مع نادي الخلود مطلع عام 2024 وانتقل إلى نادي النجمة في صيف عام 2024.

## روابط خارجية
- رياض البراهيم على موقع Soccerway.com (الإنجليزية)